# 加藤和樹
加藤 和樹（かとう かずき、1984年10月7日 - ）は、日本の歌手、俳優、声優。愛知県名古屋市中川区出身。アシスト所属。
身長181cm。血液型A型。所属レコード会社はインペリアルレコード。

## 略歴
- 2002年11月 - 第15回ジュノン・スーパーボーイ・コンテストファイナリストに残った。
- 2003年8月 - ドラマ『北アルプス山岳救助隊・紫門一鬼』にて俳優デビュー。
- 2005年8月 - 『ミュージカル テニスの王子様』で跡部景吾役を演じ、脚光を浴びる。
- 2006年4月 - ミニ・アルバム「Rough Diamond」で歌手としてマーベラスエンターテイメントからメジャー・デビュー。
- 2006年4月 - 平成仮面ライダーシリーズ『仮面ライダーカブト』にて、風間大介 / 仮面ライダードレイク役を演じた。
- 2007年7月 - レーベルをavex traxへ移籍。
- 2007年7月 - ドラマ『ホタルノヒカリ』にて、全国ネットのプライムタイムでの連続ドラマで初レギュラー出演となる。
- 2008年4月 - 日本武道館にて単独LIVEを行う[2]。
- 2009年3月 - レーベルをポニーキャニオンへ移籍。台湾・韓国・中国でもCDデビューを果たす[3]。
- 2010年1月 - アニメ『家庭教師ヒットマンREBORN!』にて、初めてアニメキャラクターの声優を務める[4]。
- 2010年8月 - 『神様ヘルプ!』で映画初主演を務める[5]。
- 2010年9月 - 所属事務所SRプロモーションの解散に伴い、ジェイロックに移籍[6]。
- 2011年9月 - レーベルをavexへ再移籍[7]。
- 2011年12月 - 伊達幸志とのユニット「JOKER」を結成し、シングル「No.1」にてCDデビュー[8]。2013年まで活動を行い、現在ユニット活動は休止中[9]。
- 2014年4月 - 世界で日本が初演となる大型ミュージカル『レディ・ベス』にてヒロインの相手役に大抜擢される[10]。
- 2014年11月 - 所属事務所を株式会社アシストへ移籍[11]。
- 2015年8月 - レーベルをインペリアルレコードへ移籍[12]。
- 2016年4月 - フレンチロックミュージカル『1789 -バスティーユの恋人たち-』にて帝国劇場での初主演を務める[13]。
- 2016年7月 - 歌手デビュー10周年を記念し、自身の楽曲82曲全てを2日間で披露するALL ATTACK KKツアーを東名阪で開催[14]。
- 2018年9月 - 台北市政府観光伝播局が実施する観光誘致施策「Feel Taipei ～台北の旅温度を感じる～」の観光大使に就任[15]。
- 2018年12月 - 本人作詞楽曲の「僕らの未来〜3月4日〜」を原案とした舞台が、主演作品として上演[16]。
- 2020年5月 - 公式YouTubeチャンネルを開設[17]。
- 2021年4月 - 『ローマの休日』のジョー・ブラッドレー役、『BARNUM ／バーナム』のフィニアス・テイラー・バーナム役の演技により、第46回菊田一夫演劇賞を受賞[18][19]。

## 人物
- 兄弟は姉と兄が一人ずつ。三兄弟の末っ子[20]。
- 小学校のころ、『SLAM DUNK』の影響でバスケットボールに興味を持ち、中学・高校とバスケ部に所属。高校では部長を務めた[21]。
- 幼少期より視力が悪くデビュー当時は眼鏡・コンタクトを使用していたが、レーシック手術を受け、現在は裸眼[22]。
- ジュノンコンテストで最終選考まで残ったことをきっかけに、高校卒業と同時に上京し芸能界入りした。しかし、明確な目標を持っていなかったために壁に直面し、1年間半ほど芸能界から離れて一般人として都内のマクドナルドや渋谷のタワーレコード（イベント設営スタッフ）でアルバイトをしていた[23]。その時期にザ・ベイビースターズの「去りゆく君へ」という曲に出会い心を動かされ、音楽活動をやりたいという目標が生まれて現マネージャーと出会い、再び芸能界へと戻った[24]。
- 自他ともに認める雨男。本人のライブやイベントなどで雨になることが多く、2009年に日比谷野外音楽堂で行われてた3周年記念のライブではその日だけ台風となった[25]。
- 2011年のライブイベントにてバク宙の着地に失敗した際に第6頸椎を骨折していたが、別の症状で病院を訪れるまで一カ月ほど骨折に気付かずいた[26]。
- 愛犬は柴犬の海（カイ）。名古屋の実家で飼われていた[27]。アルバム『Face』に収録されている「one」はこのカイのことを歌っている。
- 東京の自宅では2009年～2019年の10年間フクロモモンガのPeach（ピーチ）を飼っていた[28][29]。キャラクター化され公式グッズが多数作られており、本人の公式ブログやツイッターでもインフォメーション係として度々登場。
- 大の肉好き。肉好きがこうじて2014年～2015年だんぜんTVコラム内にて肉コラムを連載。またラーメン二郎が好きで頻繁に店を訪れている様子が自身のツイッターなどで報告されており、自宅でも再現するほどである[30][31]。

## 出演
※役名が太字のものは主演

### テレビドラマ
- 北アルプス山岳救助隊・紫門一鬼 第5作「殺人山行 不帰ノ嶮」（2003年8月、テレビ東京 / BSジャパン）
- 特命係長 只野仁（2003年7月 - 9月、テレビ朝日） - 春野哲夫 役
- 曲がり角の彼女 第6話（2005年5月、関西テレビ）
- 仮面ライダーカブト 第10話 - 最終話（2006年4月2日 - 2007年1月21日、テレビ朝日） - 風間大介 / 仮面ライダードレイク 役
- 地獄少女（2006年11月 - 2007年1月、日本テレビ） - 一目連 役
- ホタルノヒカリ（2007年7月 - 9月、日本テレビ） - 手嶋マコト 役
- 超高層マンションの妻 殺人者来訪（2008年3月1日、テレビ朝日）
- メルドラ'08 第3話「Re:虹」（2008年3月20日、中京テレビ） - 田端祐志 役
- cafe吉祥寺で（2008年9月 - 12月、テレビ東京） - 城田涼 役
- 俺たちは天使だ! NO ANGEL NO LUCK 第1話 - 13話（2009年7月 - 9月、テレビ東京）- 真田凛太郎 役
- インディゴの夜（2010年1月 - 4月、東海テレビ） - 憂夜 役
- あり得ない! 第2話「24時間後の花嫁」（2010年1月、MBS） - 津田啓太 役
- 闇金ウシジマくん 第3話 - 第5話（2010年10月 - 11月、MBS） - 森下タク 役
- 毒姫とわたし（2011年9月 - 10月、東海テレビ） - 君嶋潤 役
- Fallen Angel（2012年1月 - 3月、BS朝日） - 相葉翼 役
- 恋する私のベーカリー（2012年1月 - 2月、LaLa TV / 2012年2月、LISMO Channel） - 成瀬 隼人 役
- 赤い糸の女（2012年9月 - 11月、東海テレビ） - 石母田栃彦 役
- 乾杯戦士アフターV（2014年、東名阪ネット6・5いっしょ3ちゃんねる） - トレジャーブルー 役
  - 新★乾杯戦士アフターV（2015年10月、東名阪ネット6・5いっしょ3ちゃんねる） - トレジャーブルー 役
- なぜ東堂院聖也16歳は彼女が出来ないのか?（2014年10月 - 12月、メ〜テレ） - 須磨センパイ 役
- 薄桜鬼SSL〜sweet school life〜（2015年9月、TOKYO MX） - 近藤勇 役（特別出演）
- 青春ミュージカルコメディ oddboys（2024年6月 - 8月、テレビ東京） - 鴨志田慶太 役[32]

### 映画
- 仮面ライダーシリーズ
  - 劇場版 仮面ライダーカブト GOD SPEED LOVE（2006年） - 風間大介 / 仮面ライダードレイク 役
  - 仮面ライダー THE NEXT（2007年） - 風見志郎 / 仮面ライダーV3 役
- 髪がかり（2008年）- 平野俊介 役
- Happyダーツ（2008年） - 篠塚慶介 役
- ギララの逆襲/洞爺湖サミット危機一発（2008年） - 戸山三平 役[33]
- 猫ラーメン大将（2008年） - 田中康一 役
- 恋極星（2009年） - 舟曳颯太 役
- 湾岸ミッドナイト THE MOVIE（2009年） - 島達也 役
- DEAR HEART-震えて眠れ-（2009年） - 武 役
- 最高でダメな男（2010年） - 祐也 役
- だから俺達は、朝を待っていた（無期延期[34]／当初の予定は2010年2月） - ヒロ 役
- 神様ヘルプ!（2010年） - アツオ / 佐藤隆 役
- 前橋ビジュアル系（2011年） - 鈍牛・龍二 役
- ガクドリ（2011年） - 速水俊足 役
- ヴァンパイア・ストーリーズ BROTHERS編 / CHASERS編（2011年） - アイ 役
- CMタイム（2012年） - レオナルド八田 役
- トーク・トゥ・ザ・デッド（2013年） - 三枝亮 役
- マダム・マーマレードの異常な謎〜出題編/解答編〜（2013年） - 浜慎太郎 役
- 薄桜鬼SSL〜sweet school life〜（2016年） - 近藤勇 役（特別出演）
- 真田十勇士（2016年） - 由利鎌之助 役

### 舞台
- ミュージカル テニスの王子様（2005年 - 2008年） - 跡部景吾 役
  - The Imperial Match 氷帝学園（2005年8月）
  - The Imperial Match 氷帝学園 in winter 2005-2006（2005年12月 - 2006年1月）
  - Dream Live 3rd（2006年3月）
  - Advancement Match 六角 feat. 氷帝学園（2006年8月）
  - The Imperial Presence氷帝 feat. 比嘉（2008年10月 - 11月）
  - Dream Live 2013（2013年5月） ※日替わりゲスト
  - Dream Live 2018（2018年5月） ※日替わりゲスト
- bambino+（2006年12月、シアターアプル） ※映像出演のみ
- bambino.2（2007年5月 - 6月、東京芸術劇場中ホール 他） - 青山隆一 役
- 罠 - ダニエル 役
  - （2009年2月、シアター1010）[35]
  - 朗読 罠（2009年8月、ル テアトル銀座）
  - （2010年5月 - 6月、天王洲 銀河劇場/アートピアホール 他）
  - （2017年7月 - 8月、サンシャイン劇場/かめありリリオホール/兵庫県立芸術文化センター）[36]
- ロックミュージカル King of the Blue（2010年1月、ル テアトル銀座） - 玄武 役
- 朗読劇 私の頭の中の消しゴム - 浩介 役
  - 2nd letter（2010年9月、天王洲 銀河劇場）
  - in OSAKA（2012年7月、梅田芸術劇場シアタードラマシティ）
  - 7th letter（2015年4月 - 5月、天王洲 銀河劇場）
  - 10th letter（2018年5月、よみうり大手町ホール/サンケイホールブリーゼ）
  - special letter（2020年5月、音声配信）[37]
  - Final Letter（2025年5月、よみうり大手町ホール）[38]
- 朗読劇 夏の夜の夢語り（2010年8月8日、日本青年館）
- 陰陽師 〜Light and Shadow〜（2011年4月、新国立劇場中劇場） - 如月 役
- 愛が殺せとささやいた（2011年9月、草月ホール） - 幸一郎 役
- 恋する私のベーカリー（2011年12月、シアターサンモール） - 成瀬隼人 役 ※映像出演のみ
- レシピエント（2012年2月 - 3月、紀伊國屋ホール） - 会田 役[39]
- 狼たちの午後～Hungry Like a Wolf～（2012年3月、世田谷パブリックシアター）※日替わりゲスト
- ミュージカル コーヒープリンス1号店（2012年4月 - 5月、青山劇場/森ノ宮ピロティホール） - ノ・ソンギ 役[40]
- 朗読劇 サマーウォーズ（2012年6月、新国立劇場小劇場） - 小磯健二 役
- 里見八犬伝（2012年11月、新国立劇場中劇場/NHK大阪ホール） - 犬山道節 役[41]
- 朗読劇 しっぽのなかまたち
  - 1（2012年12月、全労済ホールスペース・ゼロ） - 小太郎/クッキー 役
  - 2（2013年4月、恵比寿・エコー劇場）- 小太郎/ルパン 役
  - 3（2013年11月、天王洲 銀河劇場）- 白鳥浩平/甚八 役
- ニコニコミュージカル 千本桜（2013年3月、銀座博品館劇場） - 靑音海斗 役[42]
- オセロ（2013年6月 - 7月、世田谷パブリックシアター/アートピアホール 他） - キャシオ 役[43]
- ミュージカル ロミオ&ジュリエット（2013年9月 - 10月、東急シアターオーブ/梅田芸術劇場） - ティボルト 役[注 1][44]
- 真田十勇士
  - （2014年1月 - 2月、青山劇場/梅田芸術劇場） - 由利鎌之助 役[45]
  - （2016年9月 - 10月、新国立劇場中劇場/KAAT神奈川芸術劇場/兵庫県立芸術文化センターKOBELCO 大ホール） - 霧隠才蔵 役[46]
- ミュージカル レディ・ベス - ロビン・ブレイク 役[注 2]
  - （2014年4月 - 9月、帝国劇場/梅田芸術劇場/博多座/中日劇場）[47]
  - （2017年10月 - 12月、帝国劇場/梅田芸術劇場）[48]
- リーディングドラマ『その後のふたり』（2014年7月、東京グローブ座） - 純哉 役
- SONG OF SOULS -慶長幻魔戦記-（2014年11月、KAAT神奈川芸術劇場/梅田芸術劇場シアタードラマシティ） - 天海 役
- ミュージカル　ボンベイドリームス（2015年1月 - 2月、国際フォーラム/梅田芸術劇場） - ヴィクラム 役[49]
- ミュージカル　タイタニック - トーマス・アンドリュース 役
  - （2015年3月 - 4月、シアターコクーン/梅田芸術劇場シアタードラマシティ）[50]
  - （2018年10月、日本青年館ホール/梅田芸術劇場シアタードラマシティ）[51]
- ペール・ギュント（2015年7月、KAAT神奈川芸術劇場/兵庫県立芸術文化センター） - アスラック/フォン・エーベルコップ/ベグリッフェンフェルト 役[52]
- No.9-不滅の旋律-（2015年10月 - 11月、赤坂ACTシアター/オリックス劇場/北九州芸術劇場） - ニコラウス・ヨーハン・ベートーヴェン 役[53]
- 1789 -バスティーユの恋人たち- - ロナン・マズリエ 役[注 3]
  - （2016年4月 - 6月、帝国劇場/梅田芸術劇場）[54]
  - （2018年4月 - 7月、帝国劇場/新歌舞伎座/博多座）[55]
- ミュージカル フランケンシュタイン - アンリ・デュプレ/怪物 役[注 4]
  - （2017年1月 - 2月、日生劇場/梅田芸術劇場/キャナルシティ劇場/愛知県芸術劇場）[56]
  - （2020年1月 - 2月、日生劇場/愛知県芸術劇場/梅田芸術劇場）[57]
  - （2025年4月 - 5月、東京建物 Brillia HALL/愛知県芸術劇場 大ホール/水戸市民会館 グロービスホール/神戸国際会館 こくさいホール）[58]
- ハムレット（2017年4月 - 5月、東京芸術劇場プレイハウス/兵庫県立芸術文化センター 他） - レアティーズ/役者たち（ルシアーナス） 役[59]
- ミュージカル マタ・ハリ
  - （2018年1月 - 2月、梅田芸術劇場/東京国際フォーラム） - ラドゥ/アルマン 役[注 5][注 6][60]
  - （2021年6月 - 7月、東京建物 Brillia HALL/刈谷市総合文化センター/梅田芸術劇場）- ラドゥ 役[注 7][61]
  - （2025年10月、東京建物 Brillia HALL / 10月、梅田芸術劇場 メインホール / 11月、博多座） - ラドゥー / アルマン 役[62]
- project K「僕らの未来」（2018年12月、品川プリンスホテル クラブeX/大阪ビジネスパーク円形ホール） - 藤代樹 役[63]
- 暗くなるまで待って（2019年1月 - 2月、サンシャイン劇場/兵庫県立芸術文化センター阪急中ホール/ウインクあいち/福岡市民会館大ホール）- ロート 役[注 8][64]
- BACKBEAT - ジョン・レノン 役[注 9]
  - （2019年5月 - 6月、東京芸術劇場/兵庫県立芸術文化センター/刈谷市総合文化センター/やまと芸術文化ホール） [65]
  - （2023年4月 - 5月、江戸川区総合文化センター大ホール/兵庫県立芸術文化センター阪急中ホール/市民会館シアーズホーム夢ホール/枚方市総合文化芸術センター/東京建物 Brillia HALL）[66]
- ミュージカル 怪人と探偵（2019年9月 - 10月、KAAT神奈川芸術劇場/兵庫県立芸術文化センター） - 明智小五郎 役[注 10][67]
- ミュージカル ファントム - ファントム 役[注 11]
  - （2019年11月 - 12月、TBS赤坂ACTシアター/梅田芸術劇場）[68]
  - （2023年7月 - 9月、梅田芸術劇場/国際フォーラム）[69]
- ラヴ・レターズ こけら落としスペシャル（2020年2月、パルコ劇場）- アンディ 役
- ウエスト・サイド・ストーリー Season3（2020年4月-5月、IHIステージアラウンド東京）- リフ 役[注 12][注 13][70]
- うち劇「SHOWDOWN」「振り向くな、後ろには未来はない」（2020年5月、配信）
- STAGE GATE VR シアター vol.1 「Defiled-ディファイルド-」（2020年7月 - 8月、DDD青山クロスシアター、博品館劇場）- ハリー/ブライアン 役[71]
- ミュージカル ローマの休日（2020年10月 - 2021年1月、帝国劇場/御園座/博多座） - ジョー・ブラッドレー 役[注 14][72]
- ミュージカル「BARNUM」（2021年3月 - 4月、東京芸術劇場プレイハウス、兵庫県立芸術文化センター阪急中ホール、相模女子大学グリーンホール） - フィニアス・テイラー・バーナム 役[73]
- ミュージカル「ジャック・ザ・リッパー」（2021年9月 - 10月、日生劇場/フェニーチェ堺） - ジャック/アンダーソン 役[注 15]
- ミュージカル「フィスト・オブ・ノーススター～北斗の拳～」（2021年12月、日生劇場/梅田芸術劇場/愛知県芸術劇場）- トキ 役[注 16][74]
- 冬のライオン（2022年2月 - 3月、東京芸術劇場プレイハウス）- リチャード 役[75]
- ミュージカル「るろうに剣心 京都編」（2022年5月 - 6月、IHIステージアラウンド東京） - 比古清十郎 役[76]
- 裸足で散歩 - ポール・ブラッター 役
  - （2022年9月-10月、よみうりホール、自由劇場/兵庫県立芸術文化センター/枚方市総合文化芸術センター阪急中ホール/KAAT神奈川芸術劇場/パルテノン多摩） [77]
  - （2024年9月 - 11月、東京・大阪・茨城・神奈川・静岡・北海道・愛知・香川 他）[78]
- ミュージカル「キングアーサー」（2023年1月 - 3月、新国立劇場 中劇場/高崎芸術劇場/兵庫県立芸術文化センター大ホール/刈谷市総合文化センターアイリス）- メレアガン 役[注 17][79]
- リーディングシアター「アドレナリンの夜」（2023年9月、東京建物 Brillia HALL）[80]
- 日本テレビ開局70年記念舞台「西遊記」（2023年11月 - 2024年1月、オリックス劇場/博多座/御園座/明治座） - 沙悟浄 役[81]
- ブロードウェイミュージカル「カム フロム アウェイ」（2024年3月 - 5月、日生劇場 他） - ボブ 役 他[82]
- ミュージカル「ラブ・ネバー・ダイ」（2025年1月 - 2月、日生劇場） - ラウル・シャニュイ子爵 役[83]
- 舞台『鬼滅の刃』其ノ伍 襲撃 刀鍛冶の里（2025年4月）- 黒死牟 役[84]（※映像出演）
- 朗読劇「告白 コンフェッション」（2025年6月25日、6月27日、I'M A SHOW）- 石倉役、浅井役 ※日替わり[85]
- ミュージカル「サムシング・ロッテン!」（2025年12月19日 - 2026年1月2日〈予定〉、東京国際フォーラム ホールC / 2026年1月8日 - 12日〈予定〉、オリックス劇場） - シェイクスピア 役[86]

### ラジオドラマ
- FM愛知 ラジオミュージカル「キミのために散る」（2012年1月）- マイケル 役
- TBSラジオ ラジオシアター〜文学の扉
  - 「アリバイアイク」（2016年5月）- アイク/他 役
  - 「微笑がいっぱい」 （2016年5月）- ベン・コリンズ/他 役
  - 「さすらいのアラスモン」 （2016年8月）- アラスモン/他 役
  - 「幽霊花婿」 （2016年10月）- 男爵/ヘルマン/他 役
  - 「奇跡のブレンド酒」 （2019年11月）- コン・ラントリー/他 役
- NHK-FM 青春アドベンチャー「ハプスブルクの宝剣」（2020年3月9日 - 4月3日、全20回）- フリードリヒ 役
- NHK-FM 青春アドベンチャー「青髭公の五番目の花嫁」（2022年5月23日 - 6月3日、全10回）- ガデル・マグダヌール公爵 役
- ミヤリサン製薬 ラジオ劇場「下町ロケット」
  - 「ゴースト編」（2022年10月-）- 伊丹大 役[87]
  - 「ヤタガラス編」（2023年10月-）- 伊丹大 役
- NHK-FM 青春アドベンチャー「逆光のシチリア」（2024年5月27日 - 6月7日、全10回） - アウレリオ 役
- ミヤリサン製薬 ラジオ劇場「アキラとあきら」（2024年9月30日 - 、KBCラジオ） - 階堂彬 役[注 18][88]

### 声優
※役名が太字のものはメインキャラクター

#### テレビアニメ
- 家庭教師ヒットマンREBORN!（2010年1月 - 9月、テレビ東京） - 桔梗 役
- 義風堂々!! 兼続と慶次（2013年7月 -12月、テレビ東京） - 石田三成 役[89]
- B-PROJECT〜鼓動*アンビシャス〜（2016年7月 - 9月、TOKYO MX・朝日放送・BS11 他） - 愛染健十 役[90]
- カイトアンサ（2017年7月 - 9月、TOKYO MX 他） - 阿園魁斗 役[91]
- イケメン戦国◆時をかけるが恋ははじまらない（2017年7月 - 9月、TOKYO MX） - 伊達政宗 役[92]
- B-PROJECT 絶頂*エモーション（2019年1月 - 3月、TOKYO MX・朝日放送テレビ・BS11 他） - 愛染健十 役[93]
- B-PROJECT 〜熱烈*ラブコール〜（2023年10月 - 12月、TOKYO MX・朝日放送テレビ・BS11 他）- 愛染健十 役[94]

#### 劇場アニメ
- 怪盗クイーンはサーカスがお好き（2022年、ポニーキャニオン） - ジョーカー 役[95]
- ベルサイユのばら（2025年、TOHO NEXT / エイベックス・ピクチャーズ） - ハンス・アクセル・フォン・フェルゼン 役[96]

#### ゲーム
- 仮面ライダーカブト（2006年11月、PS2） - 仮面ライダードレイク、アキャリナワーム・アンバー 役（二役）
- 家庭教師ヒットマンREBORN! フレイムランブルXX 超決戦!真6弔花（2010年7月、DS） - 桔梗 役
- 私のホストちゃんS（2014年5月、Ameba） - 西園寺光 役[97]
- 戦場の円舞曲（2014年11月、PS Vita） - ラスティン 役[98]
- イケメン戦国シリーズ - 伊達政宗 役
  - イケメン戦国◆時をかける恋（2015年6月、Android・iOS）[99]
  - イケメン戦国◆ソリティアの乱（2017年5月、Android・iOS）[100]
  - イケメン戦国◆時をかける恋 新たなる出逢い（2018年3月、PS Vita）[101]
- リゾートへようこそ 〜総支配人は恋をする〜（2016年6月、iOS） - ジェイル・ガーディナー 役[102]
- オール仮面ライダー ライダーレボリューション（2016年12月、3DS） - 仮面ライダーV3（THE NEXT） 役
- クイズRPG 魔法使いと黒猫のウィズ（2017年5月、Android・iOS） - ラディウス・レヴィス 役[103]
- B-PROJECT 無敵*デンジャラス（2017年6月、Android・iOS） - 愛染健十 役[104]
- 夢王国と眠れる100人の王子様（2017年7月、Android・iOS） - シン 役[105]
- 黒騎士と白の魔法（2019年1月、Android・iOS） - 鳳凰[106]/前田慶次[107]/タルタロス[108]/ベートーヴェン 役[109]
- ディズニー ツイステッドワンダーランド（2020年3月、Android・iOS） - マレウス・ドラコニア 役[110]
- イケメン王子 美女と野獣の最後の恋（2020年7月、Android・iOS） - レオン＝ドントゥール 役[111]
- 一血卍傑-ONLINE-（2020年9月、Android・iOS） - トラクマドウジ 役[112]
- ファイアーエムブレム ヒーローズ（2020年12月 - 2025年5月、Android・iOS） - ファフニール 役[113]
- 仮面ライダーバトル ガンバライジング（2021年、アーケード） - 仮面ライダードレイク 役[114]
- B-PROJECT 流星*ファンタジア（2021年、Nintendo Switch） - 愛染健十 役[115]
- Caligula2（2021年、PlayStation 5・Nintendo Switch） - ドクトル 役[116]
- 夢職人と忘れじの黒い妖精（2022年、Android・iOS） - グランフレア 役[117]
- 仮面ライダーバトル ガンバレジェンズ（2023年、アーケード） - 仮面ライダードレイク 役
- DesperaDrops / デスペラドロップス（2023年、Nintendo Switch） - ハミエル・ルイス 役[118]

#### 吹き替え
- S.W.A.T.（2018年6月 - 、スーパー!ドラマTV） - デヴィッド・“ディーコン”・ケイ〈ジェイ・ハリントン〉 役[119]

#### ドラマCD
- イケメン戦国◆時をかける恋 - 伊達政宗 役
  - キャラクターソング&ドラマCD 第二弾「夏の陣 in 無人島〜戦国サバイバーズ〜家康V.S.政宗V.S.三成」[120]（2016年8月）
  - 伊達政宗 シチュエーションCD[121]（2019年12月）
- カイトアンサ - 阿園魁斗 役
  - QUIZUN THE WORLD VOL.3 Qバスターヘッド編（2017年10月）
  - QUIZUN THE WORLD VOL.2 黒霧悠編（2017年11月）
- B-PROJECT - 愛染健十 役
  - KING of CASTE 〜Sneaking Shadow〜（2018年11月）[122]
  - KING of CASTE 〜Bird in the Cage〜（2020年3月）[123]
  - Supernova（2020年12月）[124]
  - Wizard of Fairytale（2022年6月）[125]
  - AMBITIOUS LEGEND（2023年9月）[126]

### テレビ番組
※はインターネット配信。
- オジサンズ11（2008年4月 - 9月、日本テレビ）- 準レギュラー
- 加藤和樹 Men's Cafe（2007年11月 - 2009年5月、Music Japan TV）
  - 加藤和樹 Shining Road（2009年6月 - 2011年4月、Music Japan TV）
  - 加藤和樹 Men's Cafe Returns（2011年4月 - 2012年2月、Music Japan TV）
  - 週刊!加藤和樹（2012年3月 - 2013年5月、Music Japan TV）
- ブギウギ★Night（2010年12月 - 2019年12月、ニコニコ生放送※）
- ガチ酔いJOKER（2012年9月 - 2013年2月、アメーバスタジオ※）
- 妖しきボロ酔いの館（2013年4月 - 2016年4月、アメーバスタジオ※）
- KKチャンネル「加藤和樹ゆるっと生配信」（2021年1月 - 、ニコニコ生放送※）
- 加藤和樹のミュージックバー「エンタス」（2022年6月-、WOWOW）[127]。

### ラジオ番組
※はインターネット配信。
- マベラヂオ（2006年4月 - 2007年3月、文化放送）
- MusicQ（2006年7月 - 2007年1月、Radio 80）
- ゴチャ・まぜっ!火曜日（2007年1 - 2014年、MBSラジオ）
  - もっともゴチャ・まぜっ!
  - ゴチャ・まぜっ!金スペ
- Bプロラジオ「ガンダーラBB」（2015年9月 - 2016年6月、ニコニコ生放送※）
  - Bプロラジオ「ガンダーラBB+」（2016年7月 - 、ニコニコ生放送※）
- イケメン戦国生ラジオ 〜今夜は朝まで離さない〜（2015年9月 - 、ニコニコ生放送※）
  - イケメン戦国ガチらじお 〜今夜は聴くまで離さない〜（2018年10月 - 2019年6月、ラジオ大阪・ニコニコ動画※・YouTube※・ラジオクラウド※）[128]
- KKチャンネル「4K Radio」「カトケンのだらだラジオ」（2015年12月 - 2020年12月、ニコニコ生放送※）
- KKチャンネル「加藤和樹の深ボリRADIO!!」（2021年3月 - 、ニコニコ生放送※）
- 加藤和樹～Rough 15th Diamond～（2021年7月、文化放送）[129]

### その他

#### CM
- ショウワノート「ジャポニカ学習帳」（2020年11月）[130]

#### イメージキャラクター
- am/pm「カラダとキブンに、もっとイイコトクラブ」（2008年4月）
- 新エネルギー計画株式会社（2017年7月）[131]

#### ミュージック・ビデオ
- Mye「誓いのうた duet with KG」（2011年1月）[132]

#### パチンコ
- 藤商事「CR 桃太郎侍 怒」（2012年7月）[133][134]

### 映像商品
- MEN'S DVD SERIES 加藤和樹『55mm』（2006年）
- 心霊写真奇譚（2006年）
- ミュージカル『テニスの王子様』Supporter's DVD VOLUME3 氷帝学園編（2006年）
- 家庭教師ヒットマンREBORN! ボンゴレ最強のカルネヴァーレ4 BLUE（2011年）
- 家庭教師ヒットマンREBORN! ボンゴレ最強のカルネヴァーレコレクションDVD ver.ミルフィオーレ（2012年）
- DVDドラマ スミレ刑事の花咲く事件簿 episode 3（2011年）
- 裸の時間〜若き才能〜Vol.4　俳優・アーティスト：加藤和樹（2015年）
- ブギウギ★Night 2010〜2011 1st（2015年）
- B-PROJECT〜鼓動＊アンビシャス〜 BRILLIANT＊PARTY（2017年）
- Animelo Summer Live 2017 -THE CARD- 8.27（2018年）
- B-PROJECT SUMMER LIVE2018 ～ETERNAL PACIFIC～（2018年）
- イケメン戦国感謝祭～第三話～織田軍vs武田・上杉連合軍天下分け目の和光市大合戦！（2019年）
- 許斐剛✮パーフェクトLIVE～一人オールテニプリフェスタ2018～夜の部（2019年）
- B-PROJECT THRIVE LIVE 2019（2019年）
- B-PROJECT〜絶頂*エモーション〜 SPARKLE＊PARTY（2020年）
- B-PROJECT THRIVE LIVE2020 -MUSIC DRUGGER-（2021年）
- Disney 声の王子様 Voice Stars Dream Live 2021（2021年）
- 井上芳雄 by MYSELF SPECIAL "LIVE" 20th Anniversary Festival! ～裏切らない芳雄4時間フェス～（2022年）

## ディスコグラフィ

### シングル
|                                       | 発売日                                | タイトル                              | 形態                                                      | 規格品番                                 | オリコン最高位                        |
| マーベラスエンターテイメント レーベル | マーベラスエンターテイメント レーベル | マーベラスエンターテイメント レーベル | マーベラスエンターテイメント レーベル                     | マーベラスエンターテイメント レーベル    | マーベラスエンターテイメント レーベル |
| ------------------------------------- | ------------------------------------- | ------------------------------------- | --------------------------------------------------------- | ---------------------------------------- | ------------------------------------- |
| 1st                                   | 2006年10月18日                        | Vampire/ユメヒコウキ                  | 特別盤(CD+DVD) 通常盤(CD)                                 | MJCD-23024 MJCD-23025                    | 16位                                  |
| 2nd                                   | 2007年2月7日                          | そばにいて                            | 特別盤(CD+DVD) 通常盤(CD)                                 | MJCD-23029 MJCD-23030                    | 16位                                  |
| avex trax レーベル                    |                                       |                                       |                                                           |                                          |                                       |
| 3rd                                   | 2007年7月25日                         | instinctive love                      | ジャケットA盤(CD+DVD) ジャケットB盤(CD) ジャケットC盤(CD) | AVCD-31257 AVCD-31258 AVCD-31259         | 9位                                   |
| 4th                                   | 2007年10月3日                         | impure love                           | CD+DVD盤 限定ジャケットA盤(CD) 限定ジャケットB盤(CD)      | AVCD-31306 AVCD-31307 AVCD-31308         | 8位                                   |
| ポニーキャニオン レーベル             |                                       |                                       |                                                           |                                          |                                       |
| 5th                                   | 2009年3月4日                          | Venom                                 | 初回限定盤(CD+DVD) 通常盤(CD)                             | PCCA-02843 PCCA-02844                    | 15位                                  |
| 6th                                   | 2009年6月10日                         | EASY GO                               | 初回限定盤(CD+DVD) 通常盤(CD) REBORN盤(CD)                | PCCA-02898 PCCA-02899 PCCA-02900         | 10位                                  |
| 7th                                   | 2010年3月17日                         | 欲情-libido-                          | 初回限定盤(CD+DVD) 通常盤(CD)                             | PCCA-03136 PCCA-03137                    | 11位                                  |
| 8th                                   | 2010年7月28日                         | 灼熱フィンガーでFEVER!                | 初回限定盤(CD+DVD) 通常盤(CD) 神様ヘルプ！盤(CD)          | PCCA-03231 PCCA-03232 PCCA-03230         | 19位                                  |
| avex trax レーベル                    |                                       |                                       |                                                           |                                          |                                       |
| 9th                                   | 2013年4月24日                         | 軌跡                                  | CD+DVD①盤 CD+DVD②盤 CD Only盤                             | AVCD-48562B AVCD-48561B AVCD-48563       | 17位                                  |
| ティームエンタテインメント レーベル   |                                       |                                       |                                                           |                                          |                                       |
| 10th                                  | 2014年6月4日                          | Legend Is Born                        | CD+DVD盤 通常盤A(CD) 通常盤B(CD)                          | KDSD-00707,708 KDSD-00709 KDSD-00710     | 24位                                  |
| 11th                                  | 2014年12月3日                         | snowdrop                              | TYPE-A盤(CD+DVD) TYPE-B盤(CD+DVD) 通常盤(CD)              | KDSD-00738,739 KDSD-00740,741 KDSD-00742 | 28位                                  |
| インペリアルレコード レーベル         |                                       |                                       |                                                           |                                          |                                       |
| 12th                                  | 2016年4月20日                         | 春恋/夢追人                           | 初回限定盤(CD+DVD) 通常盤(CD)                             | TECI-504 TECI-505                        | 36位                                  |
| 13th                                  | 2016年9月28日                         | 夏恋/秋恋                             | CD+DVD盤(夏恋MV Ver.) CD+DVD盤(秋恋MV Ver.) 通常盤(CD)    | TECI-520 TECI-521 TECI-522               | 43位                                  |
| 14th                                  | 2017年1月18日                         | 冬恋                                  | 初回限定盤(CD+DVD) 通常盤(CD)                             | TECI-526 TECI-527                        | 22位                                  |
| 15th                                  | 2019年3月27日                         | Answer                                | TYPE A(CD+DVD) TYPE B(CD+DVD)                             | TECI-665 TECI-666                        | 32位                                  |
| 16th                                  | 2025年6月11日                         | Chocolate                             | TYPE A(CD+DVD) TYPE B(CD) TYPE C(CD)                      | TECI-975 TECI-976 TECI-977               | 20位                                  |

#### デジタル・シングル
|      | 発売日         | タイトル                       | 楽曲制作                                                 |
| ---- | -------------- | ------------------------------ | -------------------------------------------------------- |
| 1st  | 2019年9月11日  | Tell Me Why                    | 作詞/作曲/編曲：ナノウ                                   |
| 2nd  | 2019年11月20日 | Hello                          | 作詞：加藤和樹 作曲/編曲：田中俊亮                       |
| 3rd  | 2020年1月22日  | 片想い                         | 作詞/作曲：浜田省吾 編曲：田中俊亮                       |
| 4th  | 2021年6月23日  | REbirth                        | 作詞/作曲：加藤和樹 編曲：THE DRASTICS                   |
| 5th  | 2021年8月4日   | squall                         | 作詞/作曲：福山雅治 編曲：吹野クワガタ                   |
| 6th  | 2022年2月11日  | Shining Road 2021              | 作詞：加藤和樹 作曲：日田一聡 編曲：THE DRASTICS         |
| 7th  | 2022年4月3日   | また明日                       | 作詞/作曲：加藤和樹 編曲：佐々木 "コジロー" 貴之         |
| 8th  | 2022年5月18日  | それだけしか言えない           | 作詞：西脇唯 作曲：ジョー・リノイエ 編曲：吹野クワガタ   |
| 9th  | 2022年6月22日  | 元気を出して                   | 作詞/作曲：竹内まりや 編曲：吹野クワガタ                 |
| 10th | 2022年7月20日  | Fight                          | 作詞：鈴木静那 作曲：五戸力 編曲：佐々木 "コジロー" 貴之 |
| 11th | 2022年8月24日  | 秋の気配                       | 作詞/作曲：小田和正 編曲：吹野クワガタ                   |
| 12th | 2022年9月21日  | ノスタルジックオレンジ         | 作詞/作曲：SIRA 編曲：半田彬倫                           |
| 13th | 2023年9月6日   | ひまわりの約束                 | 作詞/作曲：秦基博 編曲：吹野クワガタ                     |
| 14th | 2023年11月15日 | One more time, One more chance | 作詞/作曲：山崎まさよし 編曲：吹野クワガタ               |
| 15th | 2024年1月11日  | マシマシLove Call              | 作詞：加藤和樹 作曲/編曲：大西克巳(Blue Bird's Nest)     |
| 16th | 2024年3月20日  | ReTaker                        | 作詞/作曲/編曲：川邊海                                   |

### アルバム

#### オリジナル・アルバム
|                                       | 発売日                                | タイトル                              | 形態                                        | 規格品番                              | オリコン最高位                        |
| マーベラスエンターテイメント レーベル | マーベラスエンターテイメント レーベル | マーベラスエンターテイメント レーベル | マーベラスエンターテイメント レーベル       | マーベラスエンターテイメント レーベル | マーベラスエンターテイメント レーベル |
| ------------------------------------- | ------------------------------------- | ------------------------------------- | ------------------------------------------- | ------------------------------------- | ------------------------------------- |
| 1st                                   | 2007年4月4日                          | Face                                  | 特別盤(CD+DVD) 通常盤(CD)                   | MJCD-20091 MJCD-20092                 | 22位                                  |
| avex trax レーベル                    |                                       |                                       |                                             |                                       |                                       |
| 2nd                                   | 2008年1月23日                         | in LOVE                               | 特別盤(CD+ブックレット) CD+DVD盤 通常盤(CD) | AVCD-23460 AVCD-23461 AVCD-23462      | 32位                                  |
| ポニーキャニオン レーベル             |                                       |                                       |                                             |                                       |                                       |
| 3rd                                   | 2009年7月15日                         | GLAMOROUS BEAT                        | 初回盤(CD+DVD) 通常盤(CD)                   | PCCA-02961 PCCA-02962                 | 34位                                  |
| インペリアルレコード レーベル         |                                       |                                       |                                             |                                       |                                       |
| 4th                                   | 2018年7月18日                         | Ultra Worker                          | 初回限定盤(CD+DVD) 通常盤(CD)               | TECI-1591 TECI-1592                   | 25位                                  |

#### ミニアルバム
|                                       | 発売日                                | タイトル                              | 形態                                                    | 規格品番                                 | オリコン最高位                        |
| マーベラスエンターテイメント レーベル | マーベラスエンターテイメント レーベル | マーベラスエンターテイメント レーベル | マーベラスエンターテイメント レーベル                   | マーベラスエンターテイメント レーベル    | マーベラスエンターテイメント レーベル |
| ------------------------------------- | ------------------------------------- | ------------------------------------- | ------------------------------------------------------- | ---------------------------------------- | ------------------------------------- |
| 1st                                   | 2006年4月26日                         | Rough Diamond                         | 通常盤(CD)                                              | MJCD-20057                               | 145位                                 |
| avex trax レーベル                    |                                       |                                       |                                                         |                                          |                                       |
| 2nd                                   | 2013年11月20日                        | TOY BOX                               | CD+DVD①盤 CD+DVD②盤 CD Only盤                           | AVCD-38857/B AVCD-08858/B AVCD-38859     | 21位                                  |
| ティームエンタテインメント レーベル   |                                       |                                       |                                                         |                                          |                                       |
| 3rd                                   | 2015年4月29日                         | EXCITING BOX                          | TYPE-A盤(CD+DVD) TYPE-B盤(CD+DVD) 通常盤(CD)            | KDKS-00766,767 KDKS-00768,769 KDKS-00770 | 17位                                  |
| インペリアルレコード レーベル         |                                       |                                       |                                                         |                                          |                                       |
| 4th                                   | 2017年10月18日                        | SPICY BOX                             | 初回限定盤(CD+DVD) 通常盤(CD)                           | TECI-1558 TECI-1559                      | 50位                                  |
| 5th                                   | 2020年6月10日                         | Addicted BOX                          | TYPE-A盤(CD+DVD) TYPE-B盤(CD+DVD)                       | TECI-1691 TECI-1692                      | 27位                                  |
| 6th                                   | 2022年10月19日                        | Nostalgia BOX                         | TYPE-A盤(CD+DVD) TYPE-B盤(CD+DVD)                       | TECI-1760 TECI-1761                      | 32位                                  |
| 7th                                   | 2024年5月15日                         | Liberation BOX                        | TYPE-A盤(CD+DVD) TYPE-B盤(CD+DVD) TYPE-C盤(CD+カバーCD) | TECI-1823 TECI-1824 TECI-1825            | 17位                                  |

#### ベスト・アルバム
|                               | 発売日             | タイトル           | 形態                           | 規格品番                         | オリコン最高位     |
| avex trax レーベル            | avex trax レーベル | avex trax レーベル | avex trax レーベル             | avex trax レーベル               | avex trax レーベル |
| ----------------------------- | ------------------ | ------------------ | ------------------------------ | -------------------------------- | ------------------ |
| 1st                           | 2011年9月14日      | K.Kベストセラーズ  | CD+DVD①盤 CD+DVD②盤 通常盤(CD) | AVCD-38319 AVCD-38321 AVCD-38320 | 11位               |
| ポニーキャニオン レーベル     |                    |                    |                                |                                  |                    |
| 2nd                           | 2011年10月5日      | GLAMOROUS BEST     | (CD+DVD)                       | PCCA-03488                       | 85位               |
| インペリアルレコード レーベル |                    |                    |                                |                                  |                    |
| 3rd                           | 2021年9月15日      | K.KベストセラーズⅡ | 初回限定盤 通常盤              | TECI-1736 TECI-1738              | 30位               |

### DVD/BD
|                                       | 発売日                                | タイトル                                                                                   | 規格品番                              |
| マーベラスエンターテイメント レーベル | マーベラスエンターテイメント レーベル | マーベラスエンターテイメント レーベル                                                      | マーベラスエンターテイメント レーベル |
| ------------------------------------- | ------------------------------------- | ------------------------------------------------------------------------------------------ | ------------------------------------- |
| 1st                                   | 2006年08月25日                        | Kazuki Kato Live“GIG”2006                                                                  | MJBD-70424                            |
| 2nd                                   | 2007年07月25日                        | Kazuki Kato 1st Anniversary Special Live "GIG" 2007                                        | MJBD-70559                            |
| ポニーキャニオン レーベル             |                                       |                                                                                            |                                       |
| 3rd                                   | 2009年09月02日                        | Kazuki Kato 3RD Anniversary Special Live "GIG" 2009〜Shining Road                          | PCBP-51938                            |
| ティームエンタテインメント レーベル   |                                       |                                                                                            |                                       |
| 4th                                   | 2014年12月24日                        | Kazuki Kato Live "GIG" Tour 2014 〜Sing A Song Fighter〜 in Zepp DiverCity TOKYO           | KDDV-00113                            |
| インペリアルレコード レーベル         |                                       |                                                                                            |                                       |
| 5th                                   | 2016年07月20日                        | Kazuki Kato 10th Anniversary Special Live "GIG" 2016〜Laugh&Peace〜「COUNT DOWN KK」       | TEBI-48396                            |
| 6th                                   | 2016年12月14日                        | Kazuki Kato 10th Anniversary Special Live "GIG" 2016〜laugh&Peace〜 ALL ATTACK KK【DAY-1】 | TEBI-68419                            |
| 7th                                   | 2017年03月01日                        | Kazuki Kato 10th Anniversary Special Live "GIG" 2016〜laugh&Peace〜 ALL ATTACK KK【DAY-2】 | TEBI-68436                            |
| 8th                                   | 2019年02月27日                        | Kazuki Kato Live "GIG" TOUR 2018 ～Ultra Worker～                                          | TEXI-64044 TEBI-48554                 |
| 9th                                   | 2022年10月19日                        | Kazuki Kato 15th Anniversary Special Live ～fun-filled day～                               | TEXI-99061 TEBI-82683                 |

### その他楽曲
個人名義以外での楽曲
| 発売日         | タイトル                                                                                | 収録曲 | 備考 |
| -------------- | --------------------------------------------------------------------------------------- | --- | --- |
| 2005年12月19日 | ミュージカル テニスの王子様 ベストアクターズシリーズ002加藤和樹 as 跡部景吾             | - 氷のエンペラー…Keigo Solo Edition - 俺様の美技にブギウギ - Do Your Best!…Keigo Solo Edition - Higher! - Solitaire - Flaming ice | 「ミュージカル テニスの王子様」の楽曲アルバムであり、うち3曲はアルバム用の書き下ろし。 名義は役名も含めた「加藤和樹 as 跡部景吾」になっている。                               |
| 2008年01月30日 | I LOVE 恋空 from 魔法のiらんど                                                          | 靴あと〜見上げた空、もっと広くて〜                                                                                                | 「恋空」のコンセプトMINI ALBUM参加作品。作詞は「恋空」原作者の美嘉 |
| 2011年06月22日 | 笑顔のために                                                                            | 笑顔のために | 2011年に開催された「MEN-tertainmet〜メンタメ2011〜」のテーマ・ソングを収録したシングル。                                                                                      |
| 2013年07月3日  | MAGICAL EFFECTORS〜Tribute to buzzG〜                                                   | アルビノ | 音声合成ソフト「VOCALOID」を使用した楽曲プロデューサーbuzzGの曲を集めたトリビュートアルバムに参加                                                                             |
| ―              | 運命の旋律                                                                              | 運命の旋律 | 恋愛シミュレーションゲーム「帝国海軍恋慕情〜明治横須賀行進曲〜」主題歌。 ゲームに本体に使用されているのみでCD化などはされていない。                                           |
| 2021年2月24日  | Disney 声の王子様 Voice Stars Dream Selection Ⅲ                                         | - Go the Distance - 小さな世界 - ミッキーマウス・マーチ                                                                           | 男性声優&俳優がディズニー楽曲を歌う『声の王子様』シリーズCDにSpecial Appearanceとして参加。 Go the Distanceはソロ歌唱で他2曲は参加キャスト全員での合唱曲となっている。        |
| 2022年06月22日 | 仮面ライダー 50th Anniversary SONG BEST BOX                                             | FULL FORCE | 仮面ライダー生誕50周年を記念したベストアルバム。『仮面ライダーカブト』の挿入歌である「FULL FORCE」のカバーを担当。                                                            |
| 2024年6月26日  | Hello Kitty 50th Anniversary Presents My Bestie Voice Collection with Sanrio characters | - しあわせのラベル（シナモロール） - KAWAII FESTIVAL - ハローキティ                                                               | ハローキティ50周年記念キャラクターソングカバーアルバム。 カバー担当キャラクターはシナモロール。 しあわせのラベルはソロ歌唱で他2曲は参加キャスト12名全員での合唱曲となっている |

### キャラクターソング
| 発売日   | 商品名                                                          | 歌 | 楽曲 | 備考                                                                              |
| 2010年   | 2010年                                                          | 2010年 | 2010年 | 2010年                                                                            |
| -------- | --------------------------------------------------------------- | --- | --- | --------------------------------------------------------------------------------- |
| 8月18日  | 家庭教師ヒットマンREBORN! SONG "BLUE"〜rivale〜                 | 桔梗（加藤和樹）                                                                                           | 「狂気の花」 | テレビアニメ『家庭教師ヒットマンREBORN!』関連                                     |
| 2014年   |                                                                 | | |                                                                                   |
| 12月10日 | 戦場の円舞曲 オリジナルサウンドトラック-Deluxe Edition-         | アベル（前野智昭）、ラスティン（加藤和樹）、パシュ（石川界人）、ニケ（小野賢章）                           | 「運命の前奏曲」 | 恋愛シミュレーションゲーム『戦場の円舞曲』関連曲                                  |
| 2015年   |                                                                 | | |                                                                                   |
| 9月11日  | 永久パラダイス                                                  | B-PROJECT                                                                                                  | 「永久パラダイス」 | 『B-PROJECT』関連曲                                                               |
| 11月25日 | dreaming time                                                   | THRIVE | 「dreaming time」 「LOVE ADDICTION」 「永久パラダイス」 | 『B-PROJECT』関連曲                                                               |
| 2016年   |                                                                 | | |                                                                                   |
| 6月13日  | Maybe Love                                                      | THRIVE | 「Maybe Love」 「3 2 1 Jump!!」 | 『B-PROJECT』関連曲                                                               |
| 7月6日   | 鼓動*アンビシャス                                               | B-PROJECT                                                                                                  | 「鼓動*アンビシャス」 | テレビアニメ『B-PROJECT〜鼓動*アンビシャス〜』オープニングテーマ                  |
| 7月27日  | 星と月のセンテンス                                              | THRIVE | 「Starlight」 | テレビアニメ『B-PROJECT〜鼓動*アンビシャス〜』挿入歌                              |
| 12月21日 | 無敵*デンジャラス                                               | B-PROJECT                                                                                                  | 「無敵＊デンジャラス」 「永久パラダイス(14 Vocal ver)」 「無敵＊デンジャラス(Short Size)」 「永久パラダイス(Short Size)」 「無敵＊デンジャラス -message from B-」 | 『B-PROJECT』関連曲                                                               |
| 12月26日 | B-PROJECT～鼓動*アンビシャス～ BD・DVD第5巻完全生産限定版特典CD | 愛染健十（加藤和樹）                                                                                       | 「LOVE IN SECRET × SEXY NIGHT」 | テレビアニメ『B-PROJECT～鼓動*アンビシャス～』挿入歌                              |
| 2017年   |                                                                 | | |                                                                                   |
| 2月22日  | Needle No.6                                                     | THRIVE | 「Needle No.6」 「Tick-tack」 | 『B-PROJECT』関連曲                                                               |
| 7月19日  | S級パラダイス BLACK                                             | B-PROJECT                                                                                                  | 「S級パラダイス」 | 『B-PROJECT』関連曲                                                               |
| 7月19日  | S級パラダイス BLACK                                             | THRIVE | 「the one&only!!」 「3･2･1 JUMP!!」 「Needle No.6」 「dreaming time」                                                                                             | 『B-PROJECT』関連曲                                                               |
| 7月19日  | S級パラダイス WHITE                                             | B-PROJECT                                                                                                  | 「S級パラダイス」 | 『B-PROJECT』関連曲                                                               |
| 7月19日  | S級パラダイス WHITE                                             | THRIVE | 「LOVE ADDICTION」 「Maybe Love」 「Tick-tack」 | 『B-PROJECT』関連曲                                                               |
| 7月19日  | S級パラダイス WHITE                                             | B-PROJECT                                                                                                  | 「永久パラダイス」 | 『B-PROJECT』関連曲                                                               |
| 9月13日  | QUIZUN THE WORLD VOL.1 阿園魁斗編                               | 阿園魁斗（加藤和樹）                                                                                       | Bright-forever- | テレビアニメ『カイトアンサ』関連曲                                                |
| 2018年   |                                                                 | | |                                                                                   |
| 3月18日  | 超感デスティニー                                                | THRIVE | 「超感デスティニー」 | 『B-PROJECT』関連曲                                                               |
| 3月18日  | 超感デスティニー                                                | 愛染健十（加藤和樹）                                                                                       | 「LOVE GAME」 | 『B-PROJECT』関連曲                                                               |
| 6月21日  | 魔法使いと黒猫のウィズ 5th Anniversary Original Soundtrack      | ラディウス（加藤和樹）、シューラ（諸星すみれ）                                                             | 「Razor-Will」 | クイズRPG『魔法使いと黒猫のウィズ』関連曲 ゲーム内限定イベント「喰牙RIZE」主題歌  |
| 6月21日  | 魔法使いと黒猫のウィズ 5th Anniversary Original Soundtrack      | ラディウス（加藤和樹）                                                                                     | 「Razor-Will ～ver. Lone Roar～」 | クイズRPG『魔法使いと黒猫のウィズ』関連曲 ゲーム内限定イベント「喰牙RIZE」主題歌  |
| 7月16日  | 快感エブリディ                                                  | B-PROJECT                                                                                                  | 「快感エブリディ」 「After all this time」 | 『B-PROJECT』関連曲                                                               |
| 11月19日 | Fang-O'-Blazer                                                  | ラディウス（加藤和樹）、シューラ（諸星すみれ）                                                             | 「Fang-O'-Blazer」 | クイズRPG『魔法使いと黒猫のウィズ』関連曲 ゲーム内限定イベント「喰牙RIZE3」主題歌 |
| 11月28日 | B-PROJECT～鼓動＊アンビシャス～ コンピレーションアルバム        | B-PROJECT                                                                                                  | 「鼓動＊アンビシャス」 | テレビアニメ『B-PROJECT〜鼓動*アンビシャス〜』関連曲                              |
| 11月28日 | B-PROJECT～鼓動＊アンビシャス～ コンピレーションアルバム        | THRIVE | 「Starlight」 | テレビアニメ『B-PROJECT〜鼓動*アンビシャス〜』関連曲                              |
| 11月28日 | B-PROJECT～鼓動＊アンビシャス～ コンピレーションアルバム        | 愛染健十（加藤和樹）                                                                                       | 「LOVE IN SECRET × SEXY NIGHT」 | テレビアニメ『B-PROJECT〜鼓動*アンビシャス〜』関連曲                              |
| 2019年   |                                                                 | | |                                                                                   |
| 1月30日  | 絶頂*エモーション                                               | B-PROJECT                                                                                                  | 「絶頂*エモーション」 | テレビアニメ『B-PROJECT〜絶頂*エモーション〜』オープニングテーマ                  |
| 1月30日  | 絶頂*エモーション                                               | B-PROJECT                                                                                                  | 「光と影の時結ぶ」 | テレビアニメ『B-PROJECT〜絶頂*エモーション〜』エンディングテーマ                  |
| 1月30日  | B-PROJECT〜絶頂*エモーション〜 BD・DVD第1巻特典CD               | THRIVE、KiLLER KiNG                                                                                        | 「Juggler」 | テレビアニメ『B-PROJECT〜絶頂*エモーション〜』挿入歌                              |
| 5月29日  | B-PROJECT〜絶頂*エモーション〜 BD・DVD第3巻特典CD               | THRIVE | 「YOLO 〜Act Now〜」 | テレビアニメ『B-PROJECT〜絶頂*エモーション〜』挿入歌                              |
| 5月29日  | B-PROJECT〜絶頂*エモーション〜 BD・DVD第3巻特典CD               | THRIVE | 「光と影の時結ぶ」 | テレビアニメ『B-PROJECT〜絶頂*エモーション〜』挿入歌                              |
| 8月28日  | B-PROJECT〜絶頂*エモーション〜 BD・DVD第6巻特典CD               | B-PROJECT                                                                                                  | 「あえて言葉にするなら」 | テレビアニメ『B-PROJECT〜絶頂*エモーション〜』挿入歌                              |
| 10月30日 | Welcome to the GLORIA！                                         | THRIVE | 「Welcome to the GLORIA！」 「SECRET CODE」 | 『B-PROJECT』関連曲                                                               |
| 2020年   |                                                                 | | |                                                                                   |
| 3月25日  | KING of CASTE ～Bird in the Cage～                              | B-PROJECT                                                                                                  | 「Who is the King？」 | 『B-PROJECT』関連曲                                                               |
| 3月25日  | KING of CASTE ～Bird in the Cage～                              | 獅子堂高校（THRIVE、KiLLER KiNG）                                                                          | 「I for you」 | 『B-PROJECT』関連曲                                                               |
| 10月7日  | Wrap Wrap                                                       | THRIVE | 「Wrap Wrap！」 「I'm your Ghost」 | 『B-PROJECT』関連曲                                                               |
| 10月27日 | Fang-O'-Blazer                                                  | ラディウス（加藤和樹）、ミハネ（立花慎之介）                                                               | 「Dual-Rize」 | クイズRPG『魔法使いと黒猫のウィズ』関連曲 ゲーム内限定イベント「喰牙RIZE4」主題歌 |
| 12月2日  | Supernova                                                       | B-PROJECT                                                                                                  | 「Supernova Explosion」 | 『B-PROJECT』関連曲                                                               |
| 12月2日  | Supernova                                                       | 守護部零壱獣脚隊（THRIVE、KiLLER KiNG）                                                                    | 「ROAR」 | 『B-PROJECT』関連曲                                                               |
| 2021年   |                                                                 | | |                                                                                   |
| 10月27日 | 流星＊ファンタジア                                              | B-PROJECT                                                                                                  | 「流星＊ファンタジア」 「Blue period」 「Seize your light」 | 『B-PROJECT』関連曲                                                               |
| 11月17日 | B with U ブレイブver.                                           | THRIVE | 「Feeling Good」 | 『B-PROJECT』関連曲                                                               |
| 11月17日 | B with U ダイコクver.                                           | THRIVE＆MooNs                                                                                              | 「Love Union」 | 『B-PROJECT』関連曲                                                               |
| 2022年   |                                                                 | | |                                                                                   |
| 6月22日  | Wizard of Fairytale                                             | B-PROJECT                                                                                                  | 「Darkness Night」 | 『B-PROJECT』関連曲                                                               |
| 6月22日  | Wizard of Fairytale                                             | THRIVE、KiLLER KiNG                                                                                        | 「Hooked on love」 | 『B-PROJECT』関連曲                                                               |
| 8月17日  | Night Driving                                                   | THRIVE | 「Night Driving」 「JUST!!」 | 『B-PROJECT』関連曲                                                               |
| 2023年   |                                                                 | | |                                                                                   |
| 2月14日  | Love Shuffle Red                                                | 愛染健十（加藤和樹）、寺光唯月（西山宏太朗）、寺光遙日（八代拓）                                           | 「LOVE MILLION」 | 『B-PROJECT』関連曲                                                               |
| 8月30日  | Sugar Song                                                      | 愛染健十（加藤和樹）                                                                                       | 「Sugar Song」 | 『B-PROJECT』関連曲 BIRTHDAY PROJECT『Time』                                      |
| 9月23日  | AMBITIOUS LEGEND 倒幕派ver.                                     | B-PROJECT                                                                                                  | 「未来革命」 「Dawn of a new era」 | 『B-PROJECT』関連曲                                                               |
| 10月2日  | 熱烈＊ラブコール ダイコクver.                                   | B-PROJECT                                                                                                  | 「熱烈＊ラブコール」 | テレビアニメ『B-PROJECT～熱烈＊ラブコール～』関連曲                               |
| 10月2日  | 熱烈＊ラブコール ダイコクver.                                   | THRIVE | 「BEAST」 | テレビアニメ『B-PROJECT～熱烈＊ラブコール～』関連曲                               |
| 10月2日  | 熱烈＊ラブコール ダイコクver.                                   | THRIVE、KiLLER KiNG                                                                                        | 「Let's Get The Party Started」 | テレビアニメ『B-PROJECT～熱烈＊ラブコール～』関連曲                               |
| 10月2日  | 熱烈＊ラブコール ダイコクver.                                   | B-PROJECT                                                                                                  | 「Cinematic」 | テレビアニメ『B-PROJECT～熱烈＊ラブコール～』関連曲                               |
| 2024年   |                                                                 | | |                                                                                   |
| 5月29日  | Disney Twisted-Wonderland Original Soundtrack                   | マレウス・ドラコニア（加藤和樹）、アズール・アーシェングロット（田丸篤志）、イデア・シュラウド（内山昂輝） | 「願いよ響け」 | 『ツイステッドワンダーランド』ゲーム内リズミック楽曲                              |
| 9月4日   | First Duet                                                      | 愛染健十（加藤和樹）、殿弥勒（江口拓也）                                                                   | 「Overdrive」 | 『B-PROJECT』関連曲                                                               |

## ライブ
※加藤和樹ソロ名義のみ

## 書籍

### 写真集
- VOYAGE（2006年、ポニーキャニオン）
- 加藤和樹アーティストブック『SINGER』-Rough Diamond-（2006年、音楽専科社）
- 加藤和樹デビュー1周年記念ブック『BREAK!』（2007年、音楽専科社）
- 加藤和樹5周年記念アーティストブック『FIVE-inside of K-』（2011年、ソニー・マガジンズ）
- 加藤和樹10周年記念 PHOTOBOOK『KAZUKI KATO 10TH ANNIVERSARY SPECIAL LIVE"GIG"2016~LAUGH&PEACE~』（2016年）※Loppi(ローソン・ミニストップ)＆HMV(店舗・ONLINE)数量限定販売[183]
- 加藤和樹10周年記念BOOK『Kazuki Kato 10th Anniversary 2016-2017 YearBook Laugh&Peace』（2017年）※限定
- 加藤和樹という男（2018年、東京ニュース通信社）[184]
- 加藤和樹アーティストデビュー15周年メモリアルフォトブック『K』（2021年、東京ニュース通信社）[185]
- 加藤和樹PHOTO BOOK「ぼくの夏休み」（2022年）
- 加藤和樹写真集「K좋아해(チョアへ)」、PHOTOBOOK「ぼくの夏休み２ -名古屋だがや～！-」（2024年10月7日）

### ユニットメンバー
1. 1 2 3  小野大輔、岸尾だいすけ、豊永利行、花江夏樹、加藤和樹、上村祐翔、柿原徹也、森久保祥太郎、大河元気、増田俊樹
2. 1 2 3 4 5 6 7 8 9 10 11 12 13 14 15 16 17 18 19 20  金城剛士（豊永利行）、阿修悠太（花江夏樹）、愛染健十（加藤和樹）
3. 1 2 3 4 5 6 7 8 9 10 11 12 13 14  小野大輔、岸尾だいすけ、豊永利行、花江夏樹、加藤和樹、上村祐翔、柿原徹也、森久保祥太郎、大河元気、増田俊樹、西山宏太朗、八代拓、千葉翔也、江口拓也
4. 1 2 3 4 5  寺光唯月（西山宏太朗）、寺光遙日（八代拓）、殿弥勒（江口拓也）、不動明謙（千葉翔也）
5. ↑  増長和南（上村祐翔）、音済百太郎（柿原徹也）、王茶利暉（森久保祥太郎）、野目龍広（大河元気）、釈村帝人（増田俊樹）